# بخش گودا
بخش گودا (به انگلیسی: Godda district) یک منطقهٔ مسکونی در هند است که در Santhal Pargana division واقع شده‌است. بخش گودا ۲٬۱۱۰ کیلومتر مربع مساحت و ۱٬۳۱۳٬۵۵۱ نفر جمعیت دارد.